# 1968-as cannes-i filmfesztivál
A 21. Cannes-i Nemzetközi Filmfesztivál félbeszakadt, díjakat nem osztottak ki.
A rendezvényt 1968. május 10. és 24. között tervezték megrendezni, André Chamson francia író elnökletével. A versenyprogramba 27 nagyjátékfilmet és 11 rövidfilmet vettek fel, versenyen kívüli vetítésre 4 alkotást, a Kritikusok Hete elnevezésű párhuzamos rendezvényre pedig 13 filmet hívtak meg.
Már a fesztivál megnyitása is rossz előjelekkel zajlott: Franciaországban mindenütt tüntetések voltak, az egyetemek bezártak, Párizsban a diákok lázongtak és általános sztrájk tört ki. A rendezvényen folytak ugyan vetítések, de május 13-án Cannes városát is ellepték a diákok, akik igyekeztek megszakítani az előadásokat. Május 18-án fiatal filmrendezők, többek között François Truffaut, Jean-Luc Godard, Claude Lelouch, Claude Berri, Roman Polański, Louis Malle, valamint Jean-Pierre Léaud megszállták a fesztiválpalota nagytermét, ahol átvették az addigra már állandósult viták irányítását. Elsősorban a Langlois-ügy háborította fel őket, az, hogy André Malraux kulturális miniszter el kívánta mozdítani Henri Langlois-t az általa alapított filmarchívum, a Francia Filmtár (Cinémathèque française) éléről. Felhívva a figyelmet a filmgyártás radikális demokratizálódásának szükségességére, a filmalkotók a fesztivál berekesztését követelték. Roman Polański, Louis Malle és Monica Vitti lemondott zsűritagságáról, Alain Resnais, Carlos Saura és Miloš Forman visszavonta filmjét a versenyből. Amikor a szervezők mégis le akarták vetíteni a Hűtött mentalikőrt, maga a rendező, Saura és élettársa, Geraldine Chaplin – egyben a film főszereplője – kapaszkodott a függönybe, hogy ne lehessen felhúzni.  Mivel a vetítéseket rendre megzavarták, illetve akadályozták, a szervezők végül is május 19-én bezárták a fesztivált…
Pedig a magyarok, illetve a közép-európai filmgyártás részére rendkívül ígéretes volt a válogatás: a programban szerepelt Jancsó Miklós (Csillagosok, katonák, Sára Sándor Feldobott kő, Miloš Forman: Tűz van, babám!,  Jiří Menzel Szeszélyes nyár, valamint Jan Nemec Az ünnepségről és a vendégekről című alkotása. A Kritikusok Hete szekcióba meghívták a fiatal rendezőnő, Elek Judit filmjét (Meddig él az ember?). Noha előzetesen majdnem mindenki „biztosra” vette, hogy a fődíjat Carlos Saura filmje viszi el, a szakértők abban is egyetértettek, hogy a kivételesen erős mezőny alkotásai közül egy közép-európai is elismerésben fog részesülni. Reális esélye volt tehát egy magyar díjnak…
Ez évben a beválogatott rövidfilmek között nem volt magyar alkotás, az eseménynek mégis lett magyar vonatkozása: az ekkor már Franciaországban élő Peter Foldes La belle cérébrale című rajzfilmje.
A fesztivál érdekessége, hogy bemutatták Victor Fleming és George Cukor valaha 9 Oscar-díjat besöpört Elfújta a szél című kasszasikerének felújított változatát. Az új, immár 70 mm-es kópia versenyen kívüli vetítésével nyitották a filmes eseményt. Ugyancsak versenyen kívül tervezték bemutatni Edgar Allan Poe három művéből készült, Különleges történetek című filmtrilógiát, melynek egyes részeit Federico Fellini (Toby Dammit), Louis Malle (William Wilson) és Roger Vadim (Metzengerstein) rendezte.

## Zsűri

### Versenyprogram
- André Chamson, író – elnök –  Franciaország
- Boris von Borresholm, filmrendező –  NSZK
- Claude Aveline, író –  Franciaország
- Jan Nordlander, köztisztviselő –  Svédország
- Jean Lescure, író –  Franciaország
- Louis Malle, filmrendező –  Franciaország
- Monica Vitti, színésznő –  Olaszország
- Paul Cadéac d’Arbaud, filmproducer –  Franciaország
- Robert Rozsgyesztvenszkij, költő –  Szovjetunió
- Roman Polański, filmrendező –  Franciaország
- Terence Young, filmrendező –  Egyesült Királyság
- Veljko Bulajić, filmrendező –  Jugoszlávia

### Rövidfilmek
- Sadi de Gorter, filmrendező – elnök –  Hollandia
- Gabriel Axel, filmrendező –  Dánia
- Louis Didiée, a szakszervezet képviselője –  Franciaország
- Serge Roullet, filmrendező –  Franciaország
- Václav Táborsky, filmrendező –  Csehszlovákia

## Hivatalos válogatás

### Nagyjátékfilmek versenye
- 24 heures de la vie d'une femme – rendező: Dominique Delouche
- Anna Karenina[5] – rendező: Alekszandr Zarhi
- Banditi a Milano (Banditák Milánóban) – rendező: Carlo Lizzani
- Charlie Bubbles (Charlie Bubbles) – rendező: Albert Finney
- Csillagosok, katonák – rendező: Jancsó Miklós
- Das Schloß (A kastély) – rendező: Rudolf Noelte
- Doktor Glas – rendező: Mai Zetterling
- Feldobott kő – rendező: Sára Sándor
- Grazie, zia – rendező: Salvatore Samperi
- Here We Go Round the Mulberry Bush – rendező: Clive Donner
- Hoří, má panenko (Tűz van, babám!) – rendező: Miloš Forman
- I Protagonisti – rendező: Marcello Fondato
- Jabu no naka no kuroneko (Fekete macska a bokorban) – rendező: Sindo Kaneto
- Je t’aime, je t’aime (Szeretlek, szeretlek) – rendező: Alain Resnais
- Joanna – rendező: Michael Sarne
- Les gauloises bleues – rendező: Michel Cournot
- Mali vojnici – rendező: Bahrudin 'Bato' Cengic
- O slavnosti a hostech (Az ünnepségről és a vendégekről) – rendező: Jan Nemec
- Peppermint frappé (Hűtött mentalikőr) – rendező: Carlos Saura
- Petulia – rendező: Richard Lester
- Rozmarné léto (Szeszélyes nyár) – rendező: Jiří Menzel
- Seduto alla sua destra – rendező: Valerio Zurlini
- The Girl on a Motocycle (Lány a motoron) – rendező: Jack Cardiff
- The Long Day's Dying (Meghalni egy hosszú nap végén) – rendező: Peter Collinson
- Trilogy – rendező: Frank Perry
- Tuvia Vesheva Benotav – rendező: Menahem Golan
- Żywot Mateusza – rendező: Witold Leszczyński

### Nagyjátékfilmek versenyen kívül
- Gone with the Wind (Elfújta a szél)[5][6] – rendező: Victor Fleming, George Cukor
- Histoires extraordinaires: Metzengerstein (Különleges történetek: Metzengerstein) – rendező: Roger Vadim
- Histoires extraordinaires: William Wilson (Különleges történetek: William Wilson) – rendező: Louis Malle
- Histoires extraordinaires: Toby Dammit (Különleges történetek: Toby Dammit) – rendező: Federico Fellini

### Rövidfilmek versenye
- Akbar – rendező: Santi S. Varma
- Delta de sel – rendező: Lucien Clergue
- Ena kommati ouranos – rendező: Nestoras Matsas
- La belle cérébrale – rendező: Peter Foldes
- La leyenda de El Dorado – rendező: Francisco Norden
- Mozda Diogen (Mozda Diogen)[5] – rendező: Nedeljko Dragic
- Pas de deux (Pas de deux) – rendező: Norman McLaren
- Muchachas en el cielo – rendező: Vaszilij Zsuravljov
- Space – rendező: Ezra R. Baker
- Toccata – rendező: Herman van der Horst
- Wykrzyknik – rendező: Stefan Schabenbeck

## Párhuzamos rendezvény

### Kritikusok Hete
- Chronik der Anna-Magdalena Bach (Anna Magdaléna Bach története)[5][7] – rendező: Jean-Marie Straub
- Concerto pour un exil – rendező: Désiré Ecaré
- Giorgobistve (Lombhullás) – rendező: Otar Joszeliani
- Les enfants de néant – rendező: Michel Brault
- Marie pour mémoire (Emlékül, Marie)– rendező: Philippe Garrel
- Meddig él az ember? – rendező: Elek Judit
- Na papirnatih avionih – rendező: Matjaz Klopcic
- Quatre d'entre elles: Angèle – rendező:Yves Yersin
- Revolution[7] – rendező: Jack O’Connell
- Rocky road to Dublin – rendező: Peter Lennon
- The Edge – rendező: Robert Kramer
- The Queen – rendező: Frank Simon